# Малая Анновка (Александрийский район)
Малая Анновка (укр. Мала Ганнівка) — село в Петровской поселковой общине Александрийского района Кировоградской области Украины.
До 2020 года входило в Петровский район
Население по переписи 2001 года составляло 58 человек. Почтовый индекс — 28332. Телефонный код — 5237. Код КОАТУУ — 3524980802.